# غريغوري أور (شاعر)
غريغوري أور (بالإنجليزية: Gregory Orr)‏ هو شاعر أمريكي، ولد في 1947 في ألباني في الولايات المتحدة.